# Штефан, Флорин
Флорин Богдан Штефан (рум. Florin Bogdan Ștefan; род. 9 мая 1996, Слатина) — румынский футболист, полузащитник клуба «Сепси». Выступал за сборную Румынии. Участник Олимпийских игр 2020 года.

## Клубная карьера
Начал карьеру в клубе «Олт Слатина» из второго по силе румынского дивизиона в 2013 году. Свой первый матч на этом уровне отыграл 5 апреля 2014 года в матче против клуба УТА из Арада (3:2). 2016 год провёл в аренде в «Академике Клинчени». Зимой 2017 года перешёл в «Дако-Джетика» с которым добыл путёвку в высший дивизион страны. Дебют Флорина Штефана в чемпионате Румынии состоялся 15 июля 2017 года в игре против бухарестского «Динамо» (0:3). По итогам сезона «Дако-Джетика» заняло последнее 14 место и вылетело в низший дивизион.
Летом 2018 года стал игроком «Сепси», где играл на протяжении трёх сезонов. Вместе с командой стал финалистом Кубка Румынии 2020 года.
В августе 2021 года перешёл в ЧФР из Клуж-Напоки, где не стал игроком основного состава, но завоевал победу в чемпионате Румынии и дебютировал в Лиги конференций УЕФА. Сезон 2022/23 провёл в стане бухарестского «Рапида», а с лета 2023 года является игроком «Сепси».

## Карьера в сборной
Выступал за молодёжную сборную Румынии до 21 года. Участник молодёжного чемпионата Европы 2019 года в Италии и Сан-Марино, где румыны дошли до полуфинала.
Единственный матч в футболке национальной сборной Румынии провёл 8 сентября 2019 года в матче квалификации чемпионата Европы против Мальты (1:0).
Благодаря успеху на континентальном первенстве Румыния получила право сыграть на Олимпийских играх 2020 года в Токио. Главный тренер Мирел Рэдой включил Флорина Штефан в окончательный состав румынской сборной для участия в турнире. На Олимпиаде полузащитник провёл две игры с Гондурасом (0:1) и Новой Зеландией (0:0), но Румыния не смогла преодолеть групповой этап.

## Достижения
- Чемпион Румынии: 2021/22
- Финалист Кубка Румынии: 2019/20